# Aslı Erdoğan

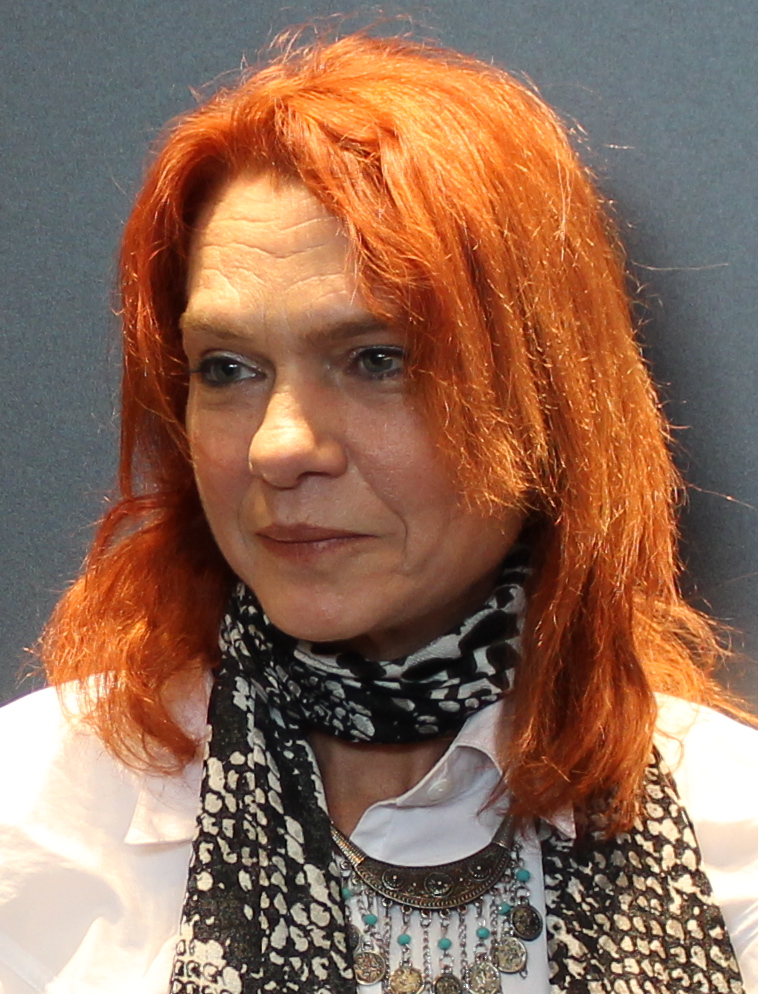
Aslı Erdoğan (2017)

Asli Erdoğan (sinh năm 1967) là một nhà văn người Thổ Nhĩ Kỳ, nhà hoạt động nhân quyền và trước đây viết một chuyên mục cho tờ báo Radikal.

## Tiểu sử
Sinh ra tại Istanbul, cô tốt nghiệp trường Cao đẳng Robert năm 1983 và Kỹ thuật máy tính tại Đại học Bogazici vào năm 1988. Cô làm việc tại CERN là một nhà vật lý hạt 1991-1993 và nhận được bằng Thạc sĩ về vật lý học từ trường Đại học Bogazici như là kết quả nghiên cứu của bà ở đó. Bà bắt đầu nghiên cứu cho một tiến sĩ vật lý tại Rio de Janeiro trước khi trở về Thổ Nhĩ Kỳ để trở thành một nhà văn vào năm 1996.

## Xung đột với chính quyền
Asli Erdoğan đã bị bắt giữ vào ngày 17 tháng 8 năm 2016 trong một cuộc đột kích của cảnh sát vào tờ báo hàng ngày ủng hộ người Kurd, Özgür Gündem, vì là một thành viên Ban Cố vấn của tờ báo. Tổng cộng 24 nhân viên tòa soạn bị bắt, tờ báo bị đóng cửa. Báo này là tờ báo cuối cùng còn tường thuật về những xung đột của chính quyền với người Thổ.

## Văn nghiệp
Truyện ngắn đầu tiên của bà The Final Farewell Note giành giải ba trong cuộc thi Viết Yunus Nadi 1990. Còn cuốn tiểu thuyết đầu tiên của bà, Kabuk Adam được xuất bản vào năm 1994 và tiếp theo, Mucizevi Mandarin một loạt truyện ngắn liên kết với nhau vào năm 1996. Câu chuyện ngắn của bà Các con chim gỗ đã nhận được giải thưởng đầu tiên từ đài truyền thanh Deutsche Welle radio trong một thi năm 1997 và tiểu thuyết thứ hai của bà, Kirmizi Pelerinli Kent, nhận được rất nhiều giải thưởng ở nước ngoài và đã được dịch ra tiếng Anh (The City in Crimson Cloak).